# Isopterygium dubyi
Isopterygium dubyi är en bladmossart som beskrevs av Gepp in Hiern 1901. Isopterygium dubyi ingår i släktet Isopterygium och familjen Hypnaceae. Inga underarter finns listade i Catalogue of Life.